# Asesinato de Sidra Hassouna
Sidra Hassouna (2017- Rafah, 12 de febrero de 2024) fue una niña palestina de siete años del norte de la Franja de Gaza que, junto con toda su familia, fueron asesinados durante una serie de ataques aéreos en Rafah llevados a cabo por las Fuerzas de Defensa de Israel (FDI) el 12 de febrero de 2024. Como resultado del ataque, Hassouna, su hermana gemela, su hermano de 15 meses, sus padres, sus abuelos y su tío murieron después de que las FDI bombardearan el edificio en el que se habían refugiado en Rafah, donde ella se encontraba desplazada por la fuerza.
Su asesinato recibió gran atención en las redes sociales, ya que comenzó a circular una imagen que mostraba su cuerpo mutilado. Sus dos piernas habían sido arrancadas por los ataques aéreos, dejando su cuerpo sin vida colgando del punto más alto de la casa destruida. Hassouna y sus familiares fueron identificados por Husam Zomlot, embajador palestino en el Reino Unido, como sus parientes.

## Asesinato
El 12 de febrero de 2024, las Fuerzas de Defensa de Israel lanzaron un masivo ataque aéreo contra Rafah, una ciudad en el sur de la Franja de Gaza, donde se estima que más de un millón de palestinos, entre los que se encontraban Hassouna y su familia, habían buscado refugio de los bombardeos y ataques israelíes. Hassouna, junto con su hermana gemela, su hermano de 15 meses, sus padres, sus abuelos y su tío, que habían sido desplazados por la fuerza del norte de Gaza, murieron durante los ataques aéreos israelíes cuando el edificio en el que se habían refugiado fue bombardeado.
La historia de Hassouna ganó atención internacional después de que una imagen gráfica de su cuerpo mutilado comenzara a circular en las redes sociales, incluido en Instagram. Como resultado de los ataques, a Hassouna le arrancaron ambas piernas por los ataques aéreos, que dejó su cuerpo sin vida colgando del punto más alto de la casa destruida. Su cuerpo fue identificado por Husam Zomlot, el embajador de Palestina en el Reino Unido, que afirmó que la niña era la prima de su esposa. Además hizo una publicación adicional en Twitter, compartiendo una imagen de Hassouna, la imagen de su cuerpo sin vida, así como imágenes de otros familiares que también murieron en el ataque. Zomlot recibió las condolencias de las diputadas británicas Zarah Sultana y Nadia Whittome, así como del político británico John McDonnell.
Durante las protestas estudiantiles pro palestinas de 2024 en el campus del Instituto Tecnológico de Massachusetts, los manifestantes de la escuela secundaria cambiaron el nombre de Massachusetts Avenue a «Hassouna Avenue». El 10 de mayo de 2024, los manifestantes del Harvard College en Harvard Yard también cambiaron el nombre de varios dormitorios, incluido Holworthy Hall, a «Hassouna Hall», para honrar a los niños y periodistas palestinos asesinados por Israel.

## Reacciones
- S.K. Ali: «El baile con palabras. El hablar en círculos. Las sonrisas sarcásticas, reconociendo sutilmente y, sin embargo, orgullosamente, la manipulación. Horrible, una vez más. Y otra vez. ¿Cuántas veces más habrá?».
- Zarah Sultana: «Mi más sentido pésame a ti y a tu familia por tu inconmensurable pérdida, Husam. Por Sidra y las decenas de miles de palestinos que han sido asesinados, seguiremos luchando por la rendición de cuentas y la justicia».[7]
- Richard Burgon: «Husam, mi más sentido pésame. No puedo ni imaginar el dolor que están padeciendo tú y tu familia... Se necesita desesperadamente un alto el fuego para poner fin a la matanza y al sufrimiento, y los responsables deben rendir cuentas».[7]
- Jeremy Corbyn: «Mi querido Husam y familia, estoy conmocionado, enojado y horrorizado por su pérdida y las miles más en este ataque repugnante contra el pueblo palestino... Ustedes hacen tanto bien al representar a Palestina a pesar del terrible dolor de tal pérdida».[11]
- Owen Jones: «Lo siento muchísimo. Se trata de un crimen de proporciones históricas y el dolor que se le ha impuesto a usted, a sus seres queridos y al pueblo palestino es imperdonable».[11]